# The Amazing Spider-Man
|  | Per a altres significats, vegeu «The Amazing Spider-Man (pel·lícula)». |

The Amazing Spider-Man és una sèrie de còmics estatunidenca publicada per Marvel Comics, amb el superheroi de ficció Spider-Man com a protagonista principal. Estant en la continuïtat principal de la franquícia, va començar a publicar-se amb data de portada de març de 1963 com a publicació periòdica mensual i es va publicar contínuament, amb una breu interrupció l'any 1995, fins al seu rellançament amb un nou ordre de numeració al 1999. Al 2003 la sèrie va tornar a l'ordre de numeració del primer volum. El títol s'ha publicat ocasionalment quinzenalment i es va publicar tres vegades al mes des del 2008 fins al 2010. Un videojoc basat en la sèrie de còmics es va publicar l'any 2000 i també es va publicar el 3 de juliol de 2012 una pel·lícula titulada igual i inspirada en la sèrie de còmics.
Després del rellançament de les sèries de DC Comics Action Comics i Detective Comics amb nous volums i nous número 1 al 2011, es va convertir en el còmic nord-americà amb numeració més elevada en circulació fins que es va cancel·lar. El títol va acabar els seus 50 anys com a còmic publicat de manera continuada amb el número #700 el desembre de 2012. Va ser substituït per The Superior Spider-Man com a part del rellançament de les línies còmiques de Marvel, Marvel NOW!.
El títol es va rellançar a l'abril de 2014, a partir del número 1, després de l'arc de la història de "Goblin Nation" publicat a The Superior Spider-Man i Superior Spider-Man Team-Up. A finals de 2015, The Amazing Spider-Man va ser rellançat amb un nou volum amb el número número 1 després de l'esdeveniment de Secret Wars del 2015. El 2017 es va recuperar la numeració del primer volum, sumant-hi tots els volums d'Amazing i l'etapa de Superior Spider-Man i el volum 1 de The Amazing Spider-Man: Renew Your Vows que la va substituir durant la publicació de les Secret Wars. En aquell moment tant Action Comics com Detective Comics també havien recuperat la seva numeració històrica i ja no tenia la numeració més alta dels comics estatunidencs. Aquest volum va arribar fins al número 801 el 2018, donant pas a un nou volum que, no obstant, s'iniciava amb doble numeració indicat amb LGY, de l'anglès legacy (llegat).

## Historial de publicacions
El personatge va ser creat per l'escriptor-redactor Stan Lee i l'artista i coprotagonista Steve Ditko. Aquest parell va produir 38 números des de desembre de 1962 (amb data de portada de març del 1963) fins a l'abril de 1966 (amb data de portada de juliol). Ditko va sortir després del número 38, mentre Lee va romandre com a escriptor fins al número 100. Des d'aleshores, molts escriptors i artistes han assumit el còmic mensual al llarg dels anys, cronificant les aventures de l'heroi més identificable de Marvel.
The Amazing Spider-Man ha estat la sèrie insígnia del personatge durant els seus primers cinquanta anys de la publicació, i va ser l'única sèrie mensual que va protagonitzar Spider-Man fins a Peter Parker, The Spectacular Spider-Man, el 1976, tot i que al 1972 va veure el debut de Marvel Team-Up, on la gran majoria de números eren amb Spider-Man juntament amb un repartiment rotatiu d'altres personatges Marvel. La majoria dels personatges i vilans cabdals de la saga Spider-Man han estat introduïts a Amazing, i amb algunes excepcions, és on han tingut lloc la majoria d'esdeveniments clau de la història del personatge. El títol es va publicar contínuament fins al núm. 441 (al novembre de 1998), quan Marvel Comics el va tornar a publicar com a vol. 2 núm. 1 (al gener de 1999). Tot i així, en el 40è aniversari de Spider-Man, aquest nou títol va tornar a utilitzar la numeració de la sèrie original, començant de nou amb el número núm. 500 (desembre 2003) i va durar fins al número final, núm. 700 (febrer de 2013).

### Anys seixanta
A causa de les fortes vendes de la primera aparició del personatge a Amazing Fantasy núm. 15, Spider-Man va rebre la seva pròpia sèrie en marxa al març de 1963. Els primers anys de la sèrie, sota Lee i Ditko, van relatar la naixent carrera de Spider-Man com a vigilant súper humà emmascarat amb la seva vida civil com a fortuna, però un adolescent perpètuament ben humorat i amb bones intencions, anomenat Peter Parker. Peter va equilibrar la seva carrera com a Spider-Man amb la feina de fotògraf freelance a The Daily Bugle sota el pompós editor J. Jonah Jameson, per donar suport econòmic a ell mateix i a la seva fràgil tieta May. Al mateix temps, Peter va tractar amb l'hostilitat pública envers Spider-Man i l'antagonisme dels seus companys Flash Thompson i Liz Allan a la Midtown High School, mentre s'embarcava en un romanç desafortunat amb la secretària de Jameson, Betty Brant.
En centrar-se en els problemes quotidians de Parker, Lee i Ditko van crear un superheroi rotundament defectuós, que no dubta a si mateix, i el primer gran superheroi adolescent que va ser protagonista i no pas secundari. L'art curiós de Ditko va oferir un fort contrast amb els estilismes més nítids de l'artista més destacat de Marvel, Jack Kirby, i es va combinar amb l'humor i el patetisme de l'escriptura de Lee per posar les bases del que es va convertir en un mite perdurable.
La majoria dels personatges clau i personatges de suport d'Spider-Man es van introduir durant aquest període. El número 1 (març de 1963) va introduir les primeres aparicions de J. Jonah Jameson i el seu fill astronauta John Jameson, i el supervillà Chameleon (en català: Camaleó). Va incloure la primera trobada de l'heroi amb l'equip de superherois dels Quatre Fantàstics. El número 2 (maig de 1963) va sorgir la primera aparició del supervillà Vulture (Voltor) i de l'inventor Tinkerer, així com l'inici de la carrera de fotografia autònoma de Parker al diari The Daily Bugle.
L'època de Lee-Ditko va continuar introduint un nombre significatiu de personatges villans i personatges secundaris, inclòs el Doctor Octopus al número 3 (juliol de 1963); el Sandman i Betty Brant al número 4 (setembre de 1963); el Lizard del núm. 6 (novembre de 1963); Living Brain al núm. 8 (gener de 1964); Electro al núm. 9 (març de 1964); Mysterio al número 13 (juny de 1964); el Goblin Verd al núm. 14 (juliol de 1964); Kraven El Caçador al núm. 15 (agost 1964); al periodista Ned Leeds al núm. 18 (nov. 1964); al Scorpion al núm. 20 (gener de 1965). El Molten Man fou introduït al número 28 (setembre de 1965), on també es va presentar la graduació de Parker de l'escola secundària. Peter va començar a assistir a la Empire State University al núm. 31 (desembre de 1965), el número que va comptar amb les primeres aparicions dels amics i companys de classe: Gwen Stacy i Harry Osborn. El pare de Harry, Norman Osborn va aparèixer per primera vegada al núm. 23 (abril de 1965) com a membre del club de camp de Jameson, però no és nomenat ni revelat com el pare de Harry fins al núm. 37 (juny de 1966). Un dels números més cèlebres de la publicació de Lee-Ditko és el número 33 (febrer de 1966), la tercera part de l'arc de la història "If This Be My Destiny ...!", que presenta l'escena dramàtica de Spider-Man, on gràcies a la força de voluntat i als pensaments sobre la família, escapa de ser esclafat per una maquinària pesada. L'historiador de còmics Les Daniels va assenyalar que "Steve Ditko esprèn totes les unces d'angoixa per la situació de Spider-Man, completat amb visions de l'oncle que va fracassar i de la tia que ha jurat salvar". Peter David va observar que "Després del seu origen, aquesta seqüència de dues pàgines de Amazing Spider-Man No. 33 és potser la seqüència més estimada de l'època Stan Lee i Steve Ditko". Steve Saffel va declarar la "la il·lustració de la pàgina completa de The Amazing Spider-Man No. 33 és una de les millors que mai ha aparegut a la sèrie i va influir en escriptors i artistes durant els anys venidors". També, Matthew K. Manning van escriure que "les il·lustracions de Ditko per a les primeres pàgines d'aquest còmic de Lee es convertirien en una de les escenes més icòniques de la història de Spider-Man". La història va ser escollida com a núm. 15 al sondeig de 100 Greatest Marvels of All Time dels lectors de Marvel al 2001. L'editor Robert Greenberger va escriure en la seva introducció a la història que "aquestes cinc primeres pàgines són un equivalent actual a Shakespeare, ja que el soliloqui de Parker posa en escena la seva propera acció. I amb ritmes i històries dramàtiques, Ditko ofereix una de les grans seqüències de tots els còmics".
Tot i que només fou acreditat com a artista durant la major part del seu treball, Ditko acabaria traçant les històries i també les dibuixaria, deixant a Lee com a guionista del diàleg. Es va produir una escletxa entre Ditko i Lee, els quals no van estar parlant molt abans que Ditko completés el seu últim número, The Amazing Spider-Man No. 38 (juliol de 1966). Les raons exactes de la divisió Ditko-Lee mai no s'han explicat del tot. L'artista successor de Spider-Man, John Romita Sr., en una deposició judicial del 2010, va recordar que Lee i Ditko "van acabar per sense poder treballar junts perquè no estaven d'acord amb gairebé tot, cultural, social, històricament, tot. No estaven d'acord amb els personatges...".
El primer còmic del dibuixant successor, Romita Sr., fou el núm. 39 (agost de 1966), la némesi de Green Goblin descobreix la identitat secreta de Spider-Man i la revela a l'heroi en captivitat. L'Spider-man de Romita, més polit i de més aspecte heroic que el de Ditko, es va convertir en el model durant dues dècades. L'època Lee-Romita va veure la introducció de personatges com l'editor administratiu del Daily Bugle, Robbie Robertson, al número 52 (setembre de 1967) i el capità del NYPD, George Stacy, pare de la núvia de Parker, Gwen Stacy, al número 56 (gener de 1968). El personatge secundari més important que es va introduir durant l'època de Romita va ser Mary Jane Watson, que va fer la seva primera aparició al número 42 (nov. 1966), tot i que va aparèixer per primera vegada al número 25 (juny de 1965) amb el seu rostre enfosquit i havia estat esmentat des del núm. 15 (agost 1964). Peter David va escriure el 2010 que Romita "va fer la declaració definitiva de la seva arribada, traient Mary Jane per darrere de la gran planta central [que va bloquejar la vista dels lectors de la seva cara en el número 25] i la col·locava al tauler en el que es convertiria immediatament en un moment icònic". Romita ha afirmat que en dissenyar Mary Jane, "va utilitzar Ann-Margret de la pel·lícula Bye Bye Birdie com a guia, utilitzant el seu color, la forma de la cara, els cabells vermells, la seva forma i les seves faldilles curtes".
Lee i Romita van tonificar el sentit més antic de l'antagonisme al món de Parker millorant la relació de Parker amb els personatges de suport i tenint històries centrades tant en la vida social i universitària dels personatges com en les aventures de Spider-Man. Els còmics van començar a tractar tòpics d'actualitat, tractant temes com els drets civils, el racisme, els drets dels presos, la guerra del Vietnam i eleccions polítiques.
El número 50 (juny de 1967) va introduir el criminal Kingpin, que es convertiria en una força important a la sèrie de superherois Daredevil. Altres aparicions notables de l'era Lee-Romita són el Rhino al núm. 41 (oct. 1966), el Shocker al núm. 46 (març del 1967), el Prowler al núm. 78 (novembre de 1969), i el fill de Kingpin, Richard Fisk, al núm. 83 (abril de 1970).

### Anys setanta
Diverses sèries derivades van debutar a la dècada de 1970: Marvel Team-Up al 1972, i The Spectacular Spider-Man al 1976. Una sèrie curta titulada Giant-Size Spider-Man va començar el juliol de 1974 i va durar sis números fins al 1975. Spidey Super Stories, una sèrie dirigida a nens d'entre 6 i 10 anys, va ocupar 57 números d'octubre de 1974 a 1982. La segona dècada del títol insígnia va prendre un gir brutal amb una història del núm. 89 al 90 (octubre-nov. 1970) on es va mostrar la mort del capità George Stacy. Aquesta va ser la primera història de l'Spider-Man que va realitzar el dibuixant per Gil Kane, que alternaria els deures de dibuix amb Romita per al proper any i mig i trauria diversos temes de referència.
Una història d'aquest tipus va tenir lloc en els controvertits números 96-98 (maig-juliol de 1971). El redactor de l'escriptora Lee va desafiar la Comics Code Authority (CCA) amb aquesta història, en la qual l'amic de Parker, Harry Osborn, va ser internat en hospitalització després d'una dosificació excessiva de pastilles. Lee va escriure aquesta història a petició del Departament de alut, educació i benestar dels EUA per difondre una còmic sobre els perills de les drogues. En esmentar el seu dictamen de representar el consum de drogues, fins i tot en un context antidroga, la CCA es va negar a posar el seu segell en aquestes qüestions. Amb el vistiplau de l'editor de Marvel Martin Goodman, Lee va publicar els còmics sense el segell. Els còmics es van vendre bé i Marvel va obtenir elogis pels seus esforços socialment conscients. Posteriorment, la CCA va suavitzar el Codi per permetre representacions negatives de drogues, entre altres novetats.
"The Six Arms Saga" de #100-102 (setembre-nov. 1971) va presentar a Morbius, el Vampir Vivent. La segona entrega va ser el primer còmic de The Amazing Spider-Man que no va ser escrita pel co-creador Lee, ja que Roy Thomas que va assumir l'escriptura del llibre durant diversos mesos abans que Lee tornés a escriure el número 105-110 (febrer-juliol de 1972). Lee, que passaria a ser l'editor de Marvel Comics, amb Thomas convertint-se en redactor en cap, després va passar les funcions d'escriure a Gerry Conway, de 19 anys, que va guiar la sèrie fins a 1975. Romita va dibuixar la primera mitja dotzena d'emissions de Conway, on es va introduir el gàngster Hammerhead al número 113 (octubre de 1972). A continuació, Kane va succeir a Romita com a dibuixant, tot i que Romita continuaria entintant amb Kane durant un temps.
Les entregues 121–122 (juny-juliol de 1973, de Conway-Kane-Romita), que va contenir la mort de Gwen Stacy a mans del Goblin Verd a "The Night Gwen Stacy Died" en el núm. 121. La seva defunció i l'aparent mort del Goblin van crear un tema posterior amb un arc d'història àmpliament considerat com el més definitiu de la història de Spider-Man. Les conseqüències de la història van aprofundir tant en la caracterització de Mary Jane Watson com en la seva relació amb Parker.
Al 1973, Gil Kane va ser succeït per Ross Andru, la carrera del qual va durar des del número 125 (octubre de 1973) fins al núm. 185 (octubre de 1978). El número 129 (febrer de 1974) va presentar a Punisher, que es convertiria en un dels personatges més populars de Marvel Comics. Durant l'època Conway-Andru van haver-hi les primeres aparicions del Man-Wolf (Home-Llop) al 124–125 (setembre-oct. 1973); el matrimoni de Doctor Octopus i la tia May, al número 131 (abril de 1974); també Harry Osborn va intervenir en el paper del seu pare com a Goblin Verd al #135–137 (agost-oct1974); i l'original "Clone Saga", amb la introducció del clon d'Spider-Man, al núm. 147-149 (agost-oct. 1975). Archie Goodwin i Gil Kane van produir el número 150 (novembre de 1975) abans que Len Wein es convertís en l'escriptor amb el número núm. 151. Durant el mandat de Wein, Harry Osborn i Liz Allen es van relacionar; J. Jonah Jameson es va presentar a la seva segona segona esposa, Marla Madison; i la tia May va patir un atac de cor. Els últims còmics de Wein sobre Amazing va ser un arc de cinc números al número 176-180 (gener-maig de 1978) amb un tercer Green Goblin (el psiquiatre de Harry Osborn, Bart Hamilton). Marv Wolfman, el redactor en cap de Marvel, des del 1975 fins al 1976, va succeir a Wein com a escriptor, i en el seu primer número, el #182 (juliol de 1978), Parker va proposar matrimoni a Watson la qual es va negar, en el número següent. Keith Pollard va succeir a Ross Andru com a artista poc després, i amb Wolfman va introduir a la Gata Negra (Felicia Hardy) al núm. 194 (juliol de 1979). Com a interès amorós per Spider-Man, la Gata Negra continuaria sent un personatge important de suport durant la propera dècada i seguirà sent amiga i amant ocasional als anys 2010.

### Anys vuitanta
El núm. 200 de The Amazing Spider-Man (gener de 1980) va aportar el retorn i la mort del lladre que va matar l'oncle de l'Spider-Man, l'oncle Ben. L'escriptor Marv Wolfman i el dibuixant Keith Pollard van deixar el títol a mitjans d'any, amb el succeïment de Dennis O'Neil, un escriptor conegut pels treballs innovadors de la dècada de 1970 realitzats pel rival DC Comics, i el dibuixant John Romita Jr. O'Neil va escriure dos números de The Amazing Spider-Man Annual que van ser dibuixats per Frank Miller. L'Annual del 1980 va destacar per l'equip amb Doctor Strange, mentre que el de 1981 va mostrar una reunió amb el Punisher. Roger Stern, que havia escrit gairebé 20 números del còmic més menys envergadura, The Spectacular Spider-Man, es va fer càrrec de Amazing amb el número 224 del mes de gener (1982). Durant els seus dos anys escriptor per aquest còmic, Stern va augmentar els antecedents de prestigiosos villans d'Spider-Man, i amb Romita Jr. va crear el misteriós supervillà Hobgoblin als #238–239 (de març a abril de 1983). Els aficionats es van comprometre amb el misteri de la identitat secreta de Hobgoblin, que va continuar al llarg dels #244-245 i #249-251 (setembre-octubre 1983 i febrer-abril de 1984). Un canvi durador va ser la reintroducció de Mary Jane Watson com a dona més seriosa i madura que es converteix en la confident de Peter després de revelar que coneix la seva identitat secreta. Stern també va escriure el títol de "The Kid Who Collects Spider-Man" a The Amazing Spider-Man, corresponent al nº 248 (gener de 1984), un dels còmics que es troba entre els més populars d'aquesta sèrie.
A mitjans de 1984, Tom DeFalco i Ron Frenz es van fer càrrec del guió i del dibuix. DeFalco va ajudar a establir la relació madura de Parker i Watson, sentant les bases del casament dels personatges al 1987. Notablement, al núm. 257 (octubre 1984), Watson diu a Parker que sap que és Spider-Man i al número 259 (1984), revela a Parker l'extensió de la seva problemàtica infància. Altres números destacats de l'època DeFalco-Frenz són el núm. 252 (maig de 1984), amb la primera aparició del vestit negre de Spider-Man, que l'heroi lluiria gairebé exclusivament en els còmics dels propers quatre anys; el debut del geni criminal The Rose, al núm. 253 (juny de 1984); la revelació al núm. 258 (nov. 1984) que el vestit negre és un ésser viu, un simbiòtic; i la introducció de la mercenària femenina Silver Sable al núm. 265 (juny de 1985). Tom DeFalco i Ron Frenz van ser eliminats de The Amazing Spider-Man al 1986 per l'editor Jim Owsley, en circumstàncies problemàtiques. Una successió d'artistes, entre els quals Alan Kupperberg, John Romita Jr. i Alex Saviuk van dibuixar la sèrie entre 1987 i 1988; Owsley va escriure el llibre per a la primera meitat del 1987 i va escriure el còmic de cinc parts "Gang War" (n. 284–288) que DeFalco va representar. L'escriptor de Spectacular Spider-Man, Peter David, va escriure el núm. 289 (juny de 1987), que va revelar a Ned Leeds com el Hobgoblin, tot i que això fou retroconnectat per Roger Stern al 1996, fent que Leeds no fos el Hobgoblin original després de tot.
David Michelinie va continuar el lloc com a escriptor en el proper número, per a un arc de còmic en el número 290–292 (juliol-setembre de 1987) que va aportar el matrimoni de Peter Parker i Mary Jane Watson a la revista núm. 21 de l'Amazing Spider-Man Annual. El còmic amb el títol de "Kraven's Last Hunt" de l'escriptor JM DeMatteis i els artistes Mike Zeck i Bob McLeod es van creuar a The Amazing Spider-Man núm. 293 i 294. El núm. 298 (març de 1988) va ser el primer còmic de Spider-Man a ser dibuixat per la futura estrella de la indústria Todd McFarlane, el primer artista habitual de The Amazing Spider-Man des de la sortida de Frenz. McFarlane va revolucionar la mirada de Spider-Man. La seva representació: d'ulls grossos, amb extremitats molestes, contorcades, i teixits desordenats, nusos i convolucionats - va influir en la manera en què gairebé tots els artistes posteriors dibuixarien el personatge. L'altra contribució significativa de McFarlane al cànon de Spider-Man va ser el disseny del que es convertiria en un dels antagonistes més salvatges populars de Spider-Man, el supermalvat Venom. Al número 299 (abril de 1988) va aparèixer per primer cop Venom (un cameo de les darreres pàgines) abans de la seva primera aparició real al número 300 (maig de 1988). Al darrer número de Spider-Man va tornar al seu vestit vermell i blau original.
Altres números destacats de l'època Michelinie-McFarlane són el núm. 312 (febrer de 1989), amb Green Goblin i Hobgoblin; i # 315–317 (maig a juliol de 1989), amb el retorn de Venom. Al juliol de 2012 l'obra original de Todd McFarlane de The Amazing Spider-Man nº 328 es va vendre per una oferta de 657.250 dòlars, cosa que el va convertir en el còmic americà més car que mai s'ha venut a subhasta.

### Anys noranta
Amb una vida civil com a home casat, l'Spider-Man dels anys noranta era diferent del superheroi de les tres dècades anteriors. McFarlane va deixar la sèrie al 1990 per escriure i dibuixar una nova sèrie titulada Spider-Man senzillament. El seu successor, Erik Larsen, va dibuixar el llibre des de principis de 1990 fins a mitjan 1991. Després de la publicació núm. 350, Larsen va tenir èxit per Mark Bagley, que va guanyar el Marvel Tryout Contest de 1986 i va rebre fou assignat per dibuixar una sèrie de perfil baix anomenada New Warriors al 1990. Bagley va dibuixar la sèrie insígnia d'Spider-Man des de 1991 fins a 1996. Durant aquest temps, les entregues de Bagley entorn a Spider-Man es van utilitzar àmpliament per a material i marxandatge amb llicència.
Els números 361–363 (abril - juny de 1992) van introduir a Carnage, un segon símbol de némesis per a Spider-Man. El número corresponent al 30è anniersari de la sèrie, el núm. 365 (agost de 1992), va ser un còmic holograma de doble mida amb el final de suspens dels pares de Peter Parker, que sempre s'havia pensat que havien mort, tornen aparèixer vius. Passarien dos anys abans que es revelessin que eren impostors, assassinats al núm. 388 (abril de 1994), el darrer número de l'escriptor Michelinie. La seva trajectòria de 1987-1994 li va donar el segon lloc de guinonista del còmic, per darrere d'Stan Lee.
El número 375 es va publicar amb una coberta de paper d'or, però es va produir un error provocant alguns problemes i falten a la majoria del fulls.
Amb el núm. 389, l'escriptor J. M. DeMatteis, els crèdits d'Spider-Man dels quals van incloure l'arc de la història de la darrera caça de Kraven (Kraven's Last Hunt) de 1987 i una publicació de 1991 a 1993 a The Spectacular Spider-Man, es va fer càrrec del còmic. D'octubre de 1994 a juny de 1996, Amazing va deixar de publicar còmics exclusives per a ell, i va publicar historietes en diverses parts que es van transmetre a tots els llibres i publicacions d'Spider-Man. Un dels pocs còmics autònoms durant aquest període es va situar al número 400 (abril de 1995), on va aparèixer la mort de la tia May, que després es va revelar falsa (encara que la mort continua en la continuïtat del MC2). El "Clone Saga" va culminar amb la revelació que l'Spider-Man, que havia aparegut en els anteriors 20 anys dels còmics, era un clon de l'Spider-Man real. Aquest gir argumental va ser massivament impopular amb molts lectors, i després es va revertir durant l'arc històric de "Revelations", que va travessar els llibres d'Spider-Man a finals de 1996.
La Clone Saga es va relacionar amb una bretxa editorial després del núm. 406 (octubre de 1995), quan el títol va ser substituït temporalment per The Amazing Scarlet Spider, #1-2 (de novembre i desembre de 1995), on hi destaca la figura de Ben Reilly. La sèrie va reaparèixer amb el número 407 (gener de 1996), amb Tom DeFalco tornant a ser l'escriptor. Bagley va completar les seves cinc meitats d'anys dirigits al setembre de 1996. Una successió d'artistes, entre els quals Ron Garney, Steve Skroce, Joe Bennett, Rafael Kayanan i John Byrne van dibuixar el llibre fins al número final, núm. 441 (nov. 1998), després del qual Marvel va reiniciar el títol amb el vol. 2, núm. 1 (gener 1999).

### Rellançament durant els 2000
Marvel va començar de nou The Amazing Spider-Man amb (vol. 2) #1 (gener de 1999). Howard Mackie va escriure els primers 29 números. El rellançament va incloure que Sandman tornés a ser criminal i la "mort" de Mary Jane, que finalment es va revertir. Altres elements van incloure la introducció d'una nova Spider-Woman (que va tenir la seva pròpia sèrie de curta durada) i referències a la miniserie de John Byrne Spider-Man: Chapter One, que es va llançar al mateix temps que el reinici. Byrne també va penjar els números de l'1 a 18 (de 1999 a 2000) i va escriure el número 13–14, quan John Romita Jr. va ocupar el seu lloc poc després a l'octubre del 2000. Els treballs de Mackie van acabar amb The Amazing Spider-Man Annual del 2001, que va veure el retorn de Mary Jane, la qual va deixar a Parker tot i retrobar-se amb ell.
Amb el número 30 de juny de 2001 J. Michael Straczynski es va fer càrrec del còmic com a escriptor i va supervisar trames addicionals, sobretot el seu llarg arc "Spider-Totem", que va plantejar la qüestió de si els poders de Spider-Man estaven basats en la màgia, més que no pas com a resultat de la picada d'una aranya radioactiva. A més, Straczynski va ressuscitar el punt argumental de la tia May descobrint que el seu nebot era Spider-Man, i va fer tornar a Mary Jane, amb la parella reunint-se a The Amazing Spider-Man (vol. 2) #50. Straczynski va donar a Spider-Man una nova professió, fent que Parker ensenyés a la seva antiga escola secundària.
El número 30 va iniciar un sistema de numeració doble, amb la numeració de la sèrie original (#471) retornada i col·locada al costat del número dos del volum de la portada. Altres títols de Marvel Comics es van reiniciar durant molt de temps, incloent-hi els Quatre Fantàstics, així mateix, es va obtenir la doble numeració en aquest moment. Després del (vol. 2) #58 (novembre 2003), el títol del còmic va revertir completament la seva numeració original per al número #500 (desembre de 2003). Mike Deodato Jr. va engendrar la sèrie des de mitjan 2004 fins al 2006.
Peter Parker va revelar la seva identitat com a Spider-Man a la televisió en directe, durant la sèrie crossover de còmics de "Civil War", en la qual la comunitat de superherois es divideix per si es conforma amb la nova Llei de registre de superhumans del govern federal. Aquest coneixement es va esborrar del món amb l'esdeveniment de l'arc de quatre parts, un arc de tipus crossover, "One More Day", escrit parcialment per J. Michael Straczynski i il·lustrat per Joe Quesada, a través de The Amazing Spider-Man #544–545 (Novembre-desembre de 2007), Friendly Neighborhood Spider-Man nº 24 (novembre 2007) i The Sensational Spider-Man núm. 41 (desembre 2007), els números finals d'aquests dos títols. Aquí, el dimoni Mephisto fa un "pacte amb el diable" amb Parker i Mary Jane, oferint-se salvar la vida de la tieta de Parker, la tieta May, si la parella permetrà que el seu matrimoni no hagués existit mai, reescrivint aquella part del seu passat. Aquest arc de la història va marcar el final del mandat de Straczynski com a escriptor.
Arran d'això, Marvel va fer de The Amazing Spider-Man l'únic títol de Spider-Man de la companyia, augmentant la seva freqüència de publicació fins a tres números mensuals i va inaugurar la sèrie amb una seqüència d'arcs de còmics “tornant als bàsics” sota la bandera de “Brand New Day". Parker existeix ara en un món canviat on ell i Mary Jane no s'havien casat mai, i Parker no té memòria d'estar casada amb ella, amb diferències d'efecte dominó en el seu món immediat. El més notable d'aquestes revisions a la continuïtat d'Spider-Man és el retorn de Harry Osborn, la mort del qual a The Spectacular Spider-Man nº 200 (maig de 1993) s'esborra; i el restabliment de la identitat secreta de Spider-Man, sense que ningú, excepte Mary Jane, pugui recordar que Parker és Spider-Man (tot i que aviat revela la seva identitat secreta als New Avengers i als Quatre Fantàstics). Els escriptors habituals alternatius van ser inicialment Dan Slott, Bob Gale, Marc Guggenheim, Fred Van Lente i Zeb Wells, al qual es van unir una rotació d'artistes que van incloure Chris Bachalo, Phil Jimenez, Mike McKone, John Romita Jr. i Marcos Martín. Posteriorment, Joe Kelly, Mark Waid i Roger Stern es van unir a l'equip de redacció i Barry Kitson, a la llista d'artistes. El treball de Waid a la sèrie va incloure una reunió entre Spider-Man i Stephen Colbert a The Amazing Spider-Man nº 573 (desembre de 2008). El número 583 (març de 2009) incloïa una historieta secundària en què Spider-Man es troba amb el president Barack Obama.

### Anys 2010 i final de publicació temporal
Mark Waid va escriure la inauguració de la història de "The Gauntlet" en el número 612 (gener de 2010). La sèrie es va convertir en un títol quinzenal amb Dan Slott com a escriptor únic en el número núm. 648 (gener de 2011), llançant la història "Big Time". Es van afegir vuit pàgines addicionals per número. Aquest format de publicació va durar fins al número 700, que va concloure la història "Dying Wish", en què Parker i el Doctor Octopus van intercanviar els cossos, i aquest últim va agafar el mantell de Spider-Man quan Parker va morir en el cos del Doctor Octopus. The Amazing Spider-Man va acabar amb aquest número, i va continuar la història a la nova sèrie The Superior Spider-Man. Al desembre de 2013, la sèrie va tornar en cinc números, entre el 700.1 i el 700.5, amb els dos primers escrits per David Morrell i dibuixats per Klaus Janson.

### Rellançament del 2014
El gener de 2014, Marvel va confirmar que The Amazing Spider-Man seria rellançat el 30 d'abril de 2014, a partir del número 1, amb Peter Parker com a Spider-Man una vegada més. El primer número d'aquesta nova versió de The Amazing Spider-Man va ser, segons Diamond Comics Distributors, el "còmic més venut ... en més d'una dècada". Els números 1 a 6 van ser un arc anomenat "Lucky to Alive", que es produeix immediatament després de "Goblin Nation", els números 4 i 5 passant per un tema crossover amb el còmic Original Sin. El número 4 va presentar a Silk, una nova heroïna que va ser mossegada per la mateixa aranya que Peter Parker. El número 7–8 va aparèixer un grup entre la Ms. Marvel i Spider-Man i tenia històries de retorn relacionades amb "Edge of Spider-Verse". El següent gran arc argumental, titulat "Spider-Verse", va començar al número 9 i va acabar al número 15, amb tots els Spider-Man des de totes les dimensions que persegueixen Morlun i un equip per detenir-lo amb Peter Parker de la Terra-616 al comandament de l'Aliança Spider-Men's. El número anual de The Amazing Spider-Man Annual de la sèrie rellançada fou publicat al desembre de 2014, amb històries sense relació amb "l'Spider-Verse".

### Rellançament del 2015
Després de l'esdeveniment Secret Wars de 2015, diversos títols relacionats amb Spider-Man es van tornar a posar en marxa o es van crear com a part de l'esdeveniment "All-New, All-Different Marvel". Entre ells, es va rellançar The Amazing Spider-Man i se centra principalment en que Peter Parker continués dirigint Parker Industries, convertint-se en un home de negocis d'èxit que opera a tot el món. També es va relacionar amb Civil War II (implicant un inhumà que pot predir un possible futur, anomenat Ulises Cain), Dead No More (on Ben Reilly [l'original Scarlet Spider] va revelar que va ser reviscut i sent un dels antagonistes), i Secret Empire (durant el regnat d'Hydra dirigit per un Hydra va influir en el capità Amèrica/Steve Rogers i en la destitució de Parker Industries per part de Peter Parker per aturar a Otto Octavius).

### Rellançament del 2018
Al març del 2018, es va anunciar que l'escriptor Nick Spencer escriuria la principal sèrie bimensual de The Amazing Spider-Man a partir d'un nou número 1, en substitució de l'escriptor de llarga durada Dan Slott, com a part del rellançament de Fresh Start el juliol. El primer arc de cinc números es va titular "Back to Basics".

## Edicions col·leccionades
Blanc i negre
- Essential Spider-Man Vol. 1 [#1–20, Annual #1; Amazing Fantasy #15] (ISBN 0-7851-0988-9)
- Essential Spider-Man Vol. 2 [#21–43, Annual #2–3] (ISBN 0-7851-0989-7)
- Essential Spider-Man Vol. 3 [#44–65, Annual #4] (ISBN 0-7851-0658-8)
- Essential Spider-Man Vol. 4 [#66–89, Annual #5] (ISBN 0-7851-0760-6)
- Essential Spider-Man Vol. 5 [#90–113] (ISBN 0-7851-0881-5)
- Essential Spider-Man Vol. 6 [#114–137; Giant-Size Super Heroes #1; Giant-Size Spider-Man #1–2] (ISBN 0-7851-1365-7)
- Essential Spider-Man Vol. 7 [#138–160, Annual #10; Giant-Size Spider-Man #4–5] (ISBN 0-7851-1879-9)
- Essential Spider-Man Vol. 8 [#161–185, Annual #11; Giant-Size Spider-Man #6; Nova #12] (ISBN 0-7851-2500-0)
- Essential Spider-Man Vol. 9 [#186–210, Annual #13–14; Peter Parker: Spectacular Spider-Man Annual #1] (ISBN 0-7851-3074-8)
- Essential Spider-Man Vol. 10 [#211–230, Annual #15] (ISBN 0-7851-5747-6)
- Essential Spider-Man Vol. 11 [#231–248, Annual #16–17] (ISBN 0-7851-6330-1)

Arcs principals/trajectòries d'artistes
- Marvel Visionaries: John Romita Sr. [#39–40, 42, 50, 108–109, 365; Daredevil #16–17; Untold Tales of Spider-Man #-1] (ISBN 0785117806)
- Spider-Man: The Death of Captain Stacy [#88–90] (ISBN 0785114556)
- Spider-Man: The Death of Gwen Stacy [#96–98, 121–122; Webspinners: Tales of Spider-Man #1] (ISBN 0785110267)
- Spider-Man: Death of the Stacys [#88–92, 121–122] (ISBN 0785125043)
- A New Goblin [#176–180] (ISBN 0785131175)
- Spider-Man vs. the Black Cat [#194–195, 204–205, 226–227] (ISBN 0785115595)
- Spider-Man: Origin of The Hobgoblin [#238–239, 244–245, 249–251, Spectacular Spider-Man (vol. 1) #85] (ISBN 0871359170)
- Spider-Man: Birth of Venom [#252–259, 298–300, 315–317, Annual #25; Fantastic Four #274; Secret Wars #8; Web of Spider-Man #1] (ISBN 0785124985)
- The Amazing Spider-Man: The Wedding [#290–292, Annual #2, Not Brand Echh #6] (ISBN 0871357704)
- Spider-Man: Kraven's Last Hunt [#293–294; Web of Spider-Man #31–32; The Spectacular Spider-Man #131–132] (ISBN 0785134506)
- Visionaries: Todd McFarlane [#298–305] (ISBN 0785108009)
- Legends, Vol. 2: Todd McFarlane [#306–314; The Spectacular Spider-Man Annual #10] (ISBN 0785110372)
- Legends, Vol. 3: Todd McFarlane [#315–323, 325, 328] (ISBN 0785110399)
- Spider-Man: Venom Returns [#330–333, 344–347;Annual #25] (ISBN 0871359669)
- Spider-Man: Carnage [#344–345, 359–363] (ISBN 0871359715)

Col·leccions
- Vol. 1: Coming Home [#30-35/471-476] (ISBN 0-7851-0806-8)
- Vol. 2: Revelations [#36-39/477-480] (ISBN 0-7851-0877-7)
- Vol. 3: Until the Stars Turn Cold [#40-45/481-486] (ISBN 0-7851-1075-5)
- Vol. 4: The Life and Death of Spiders [#46-50/487-491] (ISBN 0-7851-1097-6)
- Vol. 5: Unintended Consequences [#51-56/492-497] (ISBN 0-7851-1098-4)
- Vol. 6: Happy Birthday [#57–58,500-502/498-502] (ISBN 0-7851-1343-6)
- Vol. 7: The Book of Ezekiel [#503–508] (ISBN 0-7851-1525-0)
- Vol. 8: Sins Past [#509–514] (ISBN 0-7851-1509-9)
- Vol. 9: Skin Deep [#515–518] (ISBN 0-7851-1642-7)
- Vol. 10: New Avengers [#519–524] (ISBN 0-7851-1764-4)
- Spider-Man: The Other [#525–528; Friendly Neighborhood Spider-Man #1–4; Marvel Knights Spider-Man #19–22] (ISBN 0-7851-2188-9)
- Civil War: The Road to Civil War [#529–531; New Avengers: Illuminati (one-shot); Fantastic Four #536–537] (ISBN 0-7851-1974-4)
- Vol. 11: Civil War [#532–538] (ISBN 0-7851-2237-0)
- Vol. 12: Back in Black [#539–543; Friendly Neighborhood Spider-Man #17–23, Annual #1] (ISBN 978-0-7851-2904-2)
- Spider-Man: One More Day [#544–545; Friendly Neighborhood Spider-Man #24; The Sensational Spider-Man #41; Marvel Spotlight: Spider-Man – One More Day/Brand New Day] (ISBN 978-0-7851-3221-9)
- Brand New Day Vol. 1 [#546–551; The Amazing Spider-Man: Swing Shift (Director's Cut); Venom Super-Special] (ISBN 078512845X)
- Brand New Day Vol. 2 [#552–558] (ISBN 0785128468)
- Brand New Day Vol. 3 [#559–563] (ISBN 0785132422)
- Kraven's First Hunt [#564–567; The Amazing Spider-Man: Extra! #1 (story #2)] (ISBN 0785132430)
- New Ways to Die [#568–573; Marvel Spotlight: Spider-Man – Brand New Day] (ISBN 0785132449)
- Crime and Punisher [#574–577; The Amazing Spider-Man: Extra! #1 (story #1)] (ISBN 0785134174)
- Death and Dating [#578–583, Annual #35/1] (ISBN 0785134182)
- Election Day [#584–588; The Amazing Spider-Man: Extra! #1 (story #3), 3 (story #1); The Amazing Spider-Man Presidents' Day Special] (ISBN 0785134190)
- 24/7 [#589–594; The Amazing Spider-Man: Extra! #2] (ISBN 0785134204)
- American Son [#595–599; material from The Amazing Spider-Man: Extra! #3] (ISBN 0785140832)
- Died in Your Arms Tonight [#600–601, Annual #36; material from Amazing Spider-Man Family #7] (ISBN 0785144854)
- Red-Headed Stranger [#602–605] (ISBN 0785138692)
- Return of the Black Cat [#606–611; material from Web of Spider-Man (vol. 2) #1] (ISBN 0785138684)
- The Gauntlet Book 1: Electro and Sandman [#612–616; Dark Reign: The List – The Amazing Spider-Man; Web of Spider-Man (vol. 2) #2 (Electro story)] (ISBN 0785138714)
- The Gauntlet Book 2: Rhino and Mysterio [#617–621; Web of Spider-Man (vol. 2) #3–4] (ISBN 0785138722)
- The Gauntlet Book 3: Vulture and Morbius [#622–625; Web of Spider-Man (vol. 2) #2, 5 (Vulture story)] (ISBN 0785146121)
- The Gauntlet Book 4: Juggernaut [#229–230, 626–629] (ISBN 0785146148)
- The Gauntlet Book 5: Lizard [#629–633; Web of Spider-Man (vol. 2) #6] (ISBN 0785146164)
- Spider-Man: Grim Hunt [#634–637; The Amazing Spider-Man: Extra! #3; Spider-Man: Grim Hunt – The Kraven Saga; Web of Spider-Man (vol. 2) #7] (ISBN 0785146180)
- One Moment in Time [#638–641] (ISBN 0785146202)
- Origin of the Species [#642–647; Spider-Man Saga; Web of Spider-Man (vol. 2) #12] (ISBN 0785146229)
- Big Time [#648–651] (ISBN 0785146237)
- Matters of Life and Death [#652–657, 654.1] (ISBN 0785151028)
- Spider-Man: The Fantastic Spider-Man [#658–662] (ISBN 0785151060)
- Spider-Man: The Return Of Anti-Venom [#663–665; Free Comic Book Day 2011: The Amazing Spider-Man] (ISBN 0785151087)
- Spider-Man: Spider-Island [#666–673; Venom (2011) #6–8, Spider-Island: Deadly Foes; Infested prologues from #659–660 and 662–665] (ISBN 0785151044)
- Spider-Man: Flying Blind [#674–677; Daredevil #8] (ISBN 978-0-7851-6002-1)
- Spider-Man: Trouble on the Horizon [#678–681, 679.1] (ISBN 978-0-7851-6003-8)
- Spider-Man: Ends of the Earth [#682–687; Amazing Spider-Man: Ends of the Earth #1; Avenging Spider-Man #8] (ISBN 0785160051)
- Spider-Man: Lizard – No Turning Back [#688–691; Untold Tales of Spider-Man #9] (ISBN 978-0-7851-6008-3)
- Spider-Man: Danger Zone [#692–697; Avenging Spider-Man #11] (ISBN 0785160094)
- Spider-Man: Dying Wish [#698–700] (ISBN 0-7851-6523-1)
- The Amazing Spider-Man Omnibus Vol. 1 [#1–38, Annual #1–2; Amazing Fantasy #15; Strange Tales Annual #2; Fantastic Four Annual #1] (ISBN 0785124020)
- The Amazing Spider-Man Omnibus Vol. 2 [#39–67, Annual #3–5; Spectacular Spider-Man #1–2] (ISBN 978-1302901806)
- Marvel Masterworks: The Amazing Spider-Man Vol. 1 [#1–10; Amazing Fantasy #15] (ISBN 0-7851-1256-1)
- Marvel Masterworks: The Amazing Spider-Man Vol. 2 [#11–19, Annual #1] (ISBN 0-7851-1264-2)
- Marvel Masterworks: The Amazing Spider-Man Vol. 3 [#20–30, Annual #2] (ISBN 0-7851-1188-3)
- Marvel Masterworks: The Amazing Spider-Man Vol. 4 [#31–40] (ISBN 0-7851-1189-1)
- Marvel Masterworks: The Amazing Spider-Man Vol. 5 [#41–50, Annual #3] (ISBN 0-7851-1190-5)
- Marvel Masterworks: The Amazing Spider-Man Vol. 6 [#51–61, Annual #4] (ISBN 0-7851-1362-2)
- Marvel Masterworks: The Amazing Spider-Man Vol. 7 [#62–67, Annual #5; The Spectacular Spider-Man #1–2 (magazine)] (ISBN 0-7851-1636-2)
- Marvel Masterworks: The Amazing Spider-Man Vol. 8 [#68–77; Marvel Super Heroes #14] (ISBN 0-7851-2074-2)
- Marvel Masterworks: The Amazing Spider-Man Vol. 9 [#78–87] (ISBN 978-0-7851-2462-7)
- Marvel Masterworks: The Amazing Spider-Man Vol. 10 [#88–99] (ISBN 978-0-7851-2932-5)
- Marvel Masterworks: The Amazing Spider-Man Vol. 11 [#100–109] (ISBN 978-0-7851-3507-4)
- Marvel Masterworks: The Amazing Spider-Man Vol. 12 [#110–120] (ISBN 978-0-7851-4214-0)
- Marvel Masterworks: The Amazing Spider-Man Vol. 13 [#121–131] (ISBN 0-7851-5036-6)
- Marvel Masterworks: The Amazing Spider-Man Vol. 14 [#132–142; Giant-Size Super-Heroes #1] (ISBN 0-7851-5975-4)
- Marvel Masterworks: The Amazing Spider-Man Vol. 15 [#143–155; Marvel Special Edition Treasury #1] (ISBN 0-7851-6631-9)
- Marvel Masterworks: The Amazing Spider-Man Vol. 16 [#156–168; Annual #10] (ISBN 0-7851-8801-0)
- Marvel Masterworks: The Amazing Spider-Man Vol. 17 [#169–180; Annual #11; Nova #12; Marvel Treasury Edition #14] (ISBN 0-7851-9186-0)
- Marvel Masterworks: The Amazing Spider-Man Vol. 18 [#181–193; Mighty Marvel Comics Calendar 1978; material From Annual #12] (ISBN 9781302494773)
- Marvel Masterworks: The Amazing Spider-Man Vol. 19 [#193–202; Annual #13; Peter Parker, the Spectacular Spider-Man Annual #1] (ISBN 130290339X)
- Marvel Masterworks: The Amazing Spider-Man Vol. 20 [#203-212; Annual #14] (ISBN 1302910256)
- Marvel Masterworks: The Amazing Spider-Man Vol. 21 [#213–223; Annual #15] (ISBN 1302917005)
- Amazing Spider-Man Worldwide Vol. 1 [Vol. 4 #1 – 5]
- Amazing Spider-Man Worldwide Vol. 2 [#6 – 11]
- Amazing Spider-Man Worldwide Vol. 3 [#12 – 15]
- Amazing Spider-Man Worldwide Vol. 4 [#16 – 19]
- Amazing Spider-Man Worldwide Vol. 5 [#20 – 24, Annual #1]
- Amazing Spider-Man Worldwide Vol. 6 [#25 – 28]
- Amazing Spider-Man Worldwide Vol. 7 [#29 – 32]
- Amazing Spider-Man Worldwide Vol. 8 [#794-796, Annual]
- Amazing Spider-Man Worldwide Vol. 9 [#797-801]
- Amazing Spider-Man Vol. 1: Back to Basics [#1-5, FCBD 2018: Amazing Spider-Man]
- Amazing Spider-Man Vol. 2: Friends and Foes [#6-10]
- Amazing Spider-Man Vol. 3: Lifetime Achievement [#11-15]
- Amazing Spider-Man Vol. 4: Hunted [#16-23, #16.HU, #18.HU-20.HU]
- Amazing Spider-Man Vol. 5: Behind the Scenes [#24-28]
- Amazing Spider-Man Vol. 6: Absolute Carnage [#29-34]